# IBoy
iBoy é um filme britânico de 2017, dirigido por Adam Randall, protagonizado por Bill Milner e Maisie Williams, roteirizado por Joe Barton, baseado no livro de mesmo nome de Kevin Brooks, lançado mundialmente online pelo serviço de streaming Netflix, no dia 27 de janeiro de 2017.

## Sinopse
Fragmentos de um telefone celular se instalam no cérebro de um adolescente que passa a controlar dispositivos eletrônicos e usar seu novo poder para se vingar.

## Elenco
- Bill Milner como Tom
- Maisie Williams como Lucy
- Miranda Richardson como Nan
- Rory Kinnear como Ellman
- Jordan Bolger como Danny
- Charley Palmer Rothwell como Eugene
- Armin Karima como Ant
- McKell David como Hazzard
- Shaquille Ali-Yebuah como Cass
- Aymen Hamdouchi como Cutz
- Leon Annor como Keon

## Recepção
No consenso do agregador de críticas Rotten Tomatoes diz que "a premissa original de iBoy e o forte desempenho de Maisie Williams não são suficientes para substituir uma narrativa clichê, tom muito sério e execução geral com falhas." Na pontuação onde a equipe do site categoriza as opiniões da grande mídia e da mídia independente apenas como positivas ou negativas, o filme tem um índice de aprovação de 69% calculado com base em 13  comentários dos críticos. Por comparação, com as mesmas opiniões sendo calculadas usando uma média aritmética ponderada, a nota alcançada é 5,6/10.
Em outro agregador, o Metacritic, que calcula as notas das opiniões usando somente uma média aritmética ponderada de determinados veículos de comunicação em maior parte da grande mídia, tem uma pontuação de 50/100, alcançada com base em 5 avaliações da imprensa anexadas no site, com a indicação de "revisões mistas ou neutras".
O The Guardian revisou negativamente dizendo que "poderia funcionar com humor - mas não com uma severidade realista."

## Ligação externa
- na Netflix